# P.T.O.: Pacific Theater of Operations
P.T.O.: Pacific Theatre of Operations, ou Teitoku no ketsudan (提督の決断) au Japon, est une série de jeux vidéo de stratégie en temps réel développé et publié par Koei. Le premier titre de la série — P.T.O.: Pacific Theatre of Operations — est publié sur PC-88 en 1989, le jeu ayant ensuite été porté sur Mega Drive, Super Nintendo, MSX et DOS. Le jeu a bénéficié de trois suites, P.T.O. II, P.T.O. III et P.T.O. IV, publiées respectivement en 1995, 1996 et 2001.